# Rottweil
Rottweil är en stad i Landkreis Rottweil i regionen Schwarzwald-Baar-Heuberg i Regierungsbezirk Freiburg i förbundslandet Baden-Württemberg i Tyskland.  Folkmängden uppgår till cirka 26 000 invånare.
Staden ingår i kommunalförbundet Rottweil tillsammans med kommunerna Deißlingen, Dietingen, Wellendingen och Zimmern ob Rottweil.